# Fjodor Jakowlewitsch Kostenko
Fjodor Jakowlewitsch Kostenko (russisch Фёдор Яковлевич Костенко; * 22. Februar 1896 Dorf Bolschaja Martinowka im Bezirk Salsk; † 26. Mai 1942 bei Balakleja) war ein sowjetischer Generalleutnant (1940) und Armeeführer im Großen Vaterländischen Krieg.

## Leben
Fjodor Kostenko wurde am 22. Februar 1896 im Dorf Bolschaja Martinowka im Don-Gebiets (heute Rajon Martinowski bei Rostow) in einer Bauernfamilie geboren. Er wurde 1915 im Ersten Weltkrieg in die kaiserlich-russische Armee eingezogen und kämpfte an der Südwestfront. Er absolvierte dabei 1916 die Regiments-Ausbildung und wurde 1917 zum Zugführer ernannt.

### In der Roten Armee
Er trat 1918 freiwillig in die Rote Armee ein und kämpfte während des Russischen Bürgerkriegs im 23. Zarizyner-Kavallerie-Regiment der 1. roten Reiter-Armee als stellvertretender Kommandeur einer Reiterstaffel. Er nahm in dieser Zeit an den Kämpfen gegen die Truppen der Generäle K. K. Mamontow, A. G. Schkuro und auch N. Machno teil und wurde dabei dreimal verwundet.
Nach dem Bürgerkrieg diente er noch viele Jahre im selben Regiment, ab November 1922 war er Kommandeur einer Schwadron, ab Februar 1926 war er Leiter der Regiments-Schule und ab April 1931 war er stellvertretender Regimentskommandeur. Gleichzeitig studierte er viel, 1924 absolvierte er Kurse des mittleren Kommandostabs in Leningrad, erhielt am 20. Februar 1928 den Rotbannerorden und absolvierte bis 1934 mehrere Fortbildungskurse für Kavallerie-Kommandeure. Von September 1932 diente er im 19. Manytscher Kavallerie-Regiment, bei dem er im Juli 1936 zum Kommissar aufstieg. Mit seinem Regiment kam er zur 4. Leningrader-Kavallerie-Division (seit 1936 in Donkosaken-Division umbenannt). Diese Division befand sich im Militärbezirk von Belorus. Am 29. Januar 1936 wurde er zum Oberst befördert und seit Juni 1937 war er Kommandeur der nach Stalin benannten Besonderen-Kavallerie-Division. Er wurde am 11. Oktober 1937 zum Brigadekommandeur und am 2. Februar 1939 zum Generalmajor ernannt. Seit April 1939 war er Kommandeur des 2. Kavalleriekorps im Besonderen Militärbezirk Kiew.

### Im Zweiten Weltkrieg
Im September 1939 nahm er als Kommandeur des 2. Kavalleriekorps am Feldzug der Roten Armee in der Westukraine teil. Das Korps war bei der Ukrainischen Front (General Timoschenko) Teil der Wolyinsker Gruppe (damals Armeegruppe Ost) der 6. Armee (General F. I. Golikow). Am 4. Juni 1940 wurde er zum Generalleutnant befördert und seit Juli 1940 war er Kommandeur der Kavalleriegruppe des Sondermilitärbezirks von Kiew. Seit Oktober 1940 befehligte Kostenko die 26. Armee (mit Hauptquartier in Sambor und Drohobytsch). Im Frühjahr 1941 holte er das Diplom für höhere Kommandeure an der Akademie des Generalstabs der Roten Armee nach.
Zu Beginn des deutschen Angriffes am 22. Juni 1941 befehligte er die zwischen Lemberg und Czernowitz stehende 26. Armee und führte im Rahmen der Südwestfront schwere Verteidigungskämpfe gegen die deutsche 17. Armee. Dann wurde die 26. Armee nach Kiew verlegt, wo sie an der verlustreichen Kesselschlacht von Kiew teilnahm. Unter schwierigen Bedingungen wurde die Reste der 26. Armee an das linke Ufer des Dnjepr zurückgezogen und nahm dort die Verteidigung wieder auf. Im September 1941 wurde General Kostenko zum stellvertretenden Befehlshaber der Südwestfront ernannt. Er leitete während der Jelezer-Operation vom 6. bis 16. Dezember 1941 die südliche der beiden Stoßgruppen, die mit der Niederlage mehrerer Divisionen der deutschen 2. Armee endete. Infolge dieser Operation befreiten sowjetische Truppen 400 Siedlungen, darunter die Stadt Jelez, welche Kostenko später zu ihrem Ehrenbürger ernannte. Mitte Dezember 1941 wurde Kostenko als Stellvertreter von Marschall Timoschenko zum Befehlshaber der Südwestfront ernannt und am 27. März 1942 mit dem Leninorden ausgezeichnet. Die Truppen unter Kostenko kämpften im Frühjahr 1942 bei Sumy, Obojan und in der Barwenkowo-Losowajaer Operation. Seit April 1942 fungierte er wieder als Stellvertreter im Frontkommando. Fjodor Kostenko wurde während der Charkower Operation eingekesselt und wurde seit 26. Mai 1942 als vermisst gemeldet. Er führte mit der Armeegruppe des General L. W. Bobkin einen organisierten Ausbruch aus dem Kessel von Barwenkowo und kam bei diesen Kämpfen ums Leben.

### Familie und Verbleib
Der General hatte aus seiner Ehe mit Vasilisa Pantelejewna vier Kinder: Uljana (geb. 1914), Pjotr (geb. 1923), Radu (geb. 1925) und Budimir (geb. 1925). Sein Sohn Pjotr Kostenko kämpfte als Kampfflieger und wurde als Pilot der 273. Jagdstaffel der 8. Luftarmee am 27. September 1942 über Stalingrad im Luftkampf abgeschossen und getötet.
Ende April 2017 wurden die Überreste von General Kostenko durch forensische Forscher bei Balakljewa in der Region Charkow zwischen den Dörfern Gusarowka und Losowenka ausgegraben. Zusammen mit seinen Überresten wurden vermutlich auch die Überreste seines Adjutanten Wassili Iwanowitsch Petrowitsch aufgefunden. Anfang 2018 wurden Kostenkos Überreste durch DNA-Analyse identifiziert und am 25. März 2018 zur Bestattung nach Russland überführt. Die Asche des Generals wurde am 20. Juni 2018 mit vollen militärischen Ehren auf dem Militär-Gedenkfriedhof von Moskau  beigesetzt.